# Peperomia magnoliolistna

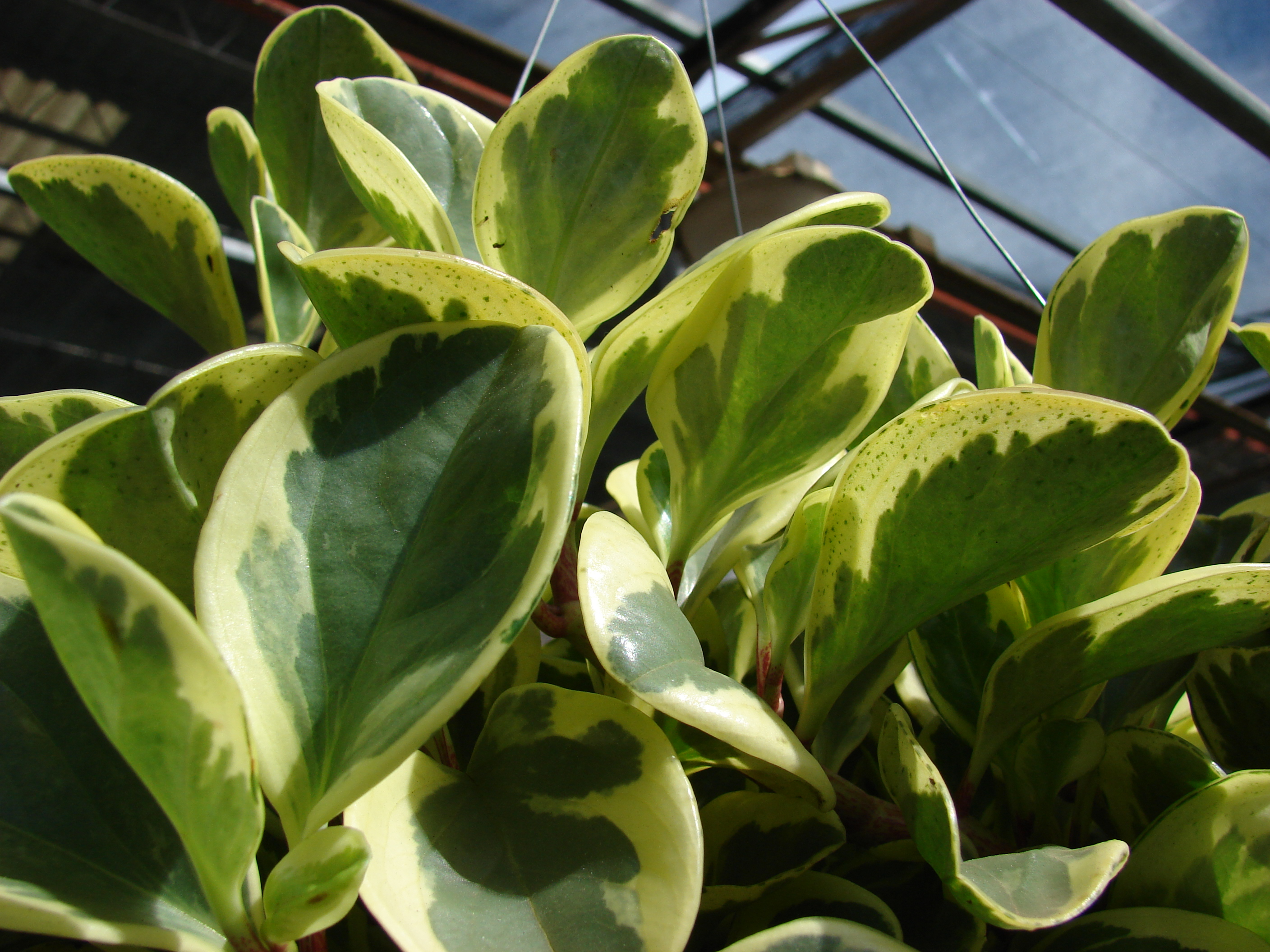
Peperomia magnollifolia `Variegata`

Peperomia magnoliolistna (Peperomia magnoliifolia) – gatunek rośliny z rodziny pieprzowatych. Pochodzi z Ameryki Środkowej. W Polsce jest uprawiany jako ozdobna roślina pokojowa.

## Morfologia
Jest krzaczastą byliną o wysokości ok. 25 cm. Ma pojedyncze, szerokoeliptyczne, mięsiste, gładkie liście o długości do 10 cm. Są one grube, błyszczące, wyrastają na mięsistych ogonkach i są głównym walorem ozdobnym tej rośliny. Istnieją też kultywary o innych barwach liści, np. u `Variegata` liście są zielone z kremowym obrzeżeniem. Mało atrakcyjne, bardzo drobne kwiaty zebrane są w długi, cienki i zbity kłos.

## Uprawa
Roślina niezawodna i łatwa do uprawy w warunkach mieszkaniowych.
- Podłoże. Najlepsza jest próchniczna ziemia kwiatowa na podłożu z torfu.
- Wilgotność. Wymaga dużej wilgotności powietrza, szczególnie gdy jest ciepło, jednakże jest bardzo wrażliwa na nadmierne podlewanie powodujące gnicie jej korzeni. Podlewa się ją rzadko; w lecie raz na tydzień, zimą co 14–18 dni, koniecznie wodą bezwapienną. Można ustawić jej doniczkę na podkładzie ze stale wilgotnego torfu, w zimie lepiej przetrzymywać ją w kuchni, gdzie jest bardziej wilgotno.
- Oświetlenie. Nie musi natomiast stać w pełnym słońcu, w swoim naturalnym środowisku bowiem rośnie pod drzewami. Bezpośrednie światło powoduje odbarwianie jej liści, wystarczy jej średnie oświetlenie. Natomiast zimą, gdy w naszej szerokości geograficznej słońca jest mało, należy ją przenieść bliżej okna.
- Temperatura. W lecie nie powinna przekroczyć 24 °C, w zimie nie powinna być niższa niż 16 °C
- Rozmnażanie. Po 2 latach uprawy staje się nieładna i należy ją odnowić przez ukorzenienie nowej sadzonki. Sadzonki wykonuje się wiosną z pędu wierzchołkowego o długości ok. 2,5 cm. Po zanurzeniu w ukorzeniaczu sadzi się je do piasku lub ziemi liściowej, przykrywa folią i trzyma w temperaturze ok. 18 °C.
- Zabiegi uprawowe. W lecie należy co 2 tygodnie nawozić płynnym nawozem wieloskładnikowym. Zakurzone liście czyści się przez ścieranie wilgotną szmatką. Nie wymaga cięcia.